# Japoneuria unimaculata
Japoneuria unimaculata és una espècie d'insecte plecòpter pertanyent a la família dels pèrlids que es troba a Corea i Sibèria.